# Спасов (Ровненская область)
Спасов (укр. Спасів) — село в Мизочской поселковой общине Ровненского района Ровненской области Украины.
До 2020 года входило в Здолбуновский район.
Население по переписи 2001 года составляло 854 человека. Почтовый индекс — 35713. Телефонный код — 3652. Код КОАТУУ — 5622685601.

## Галерея

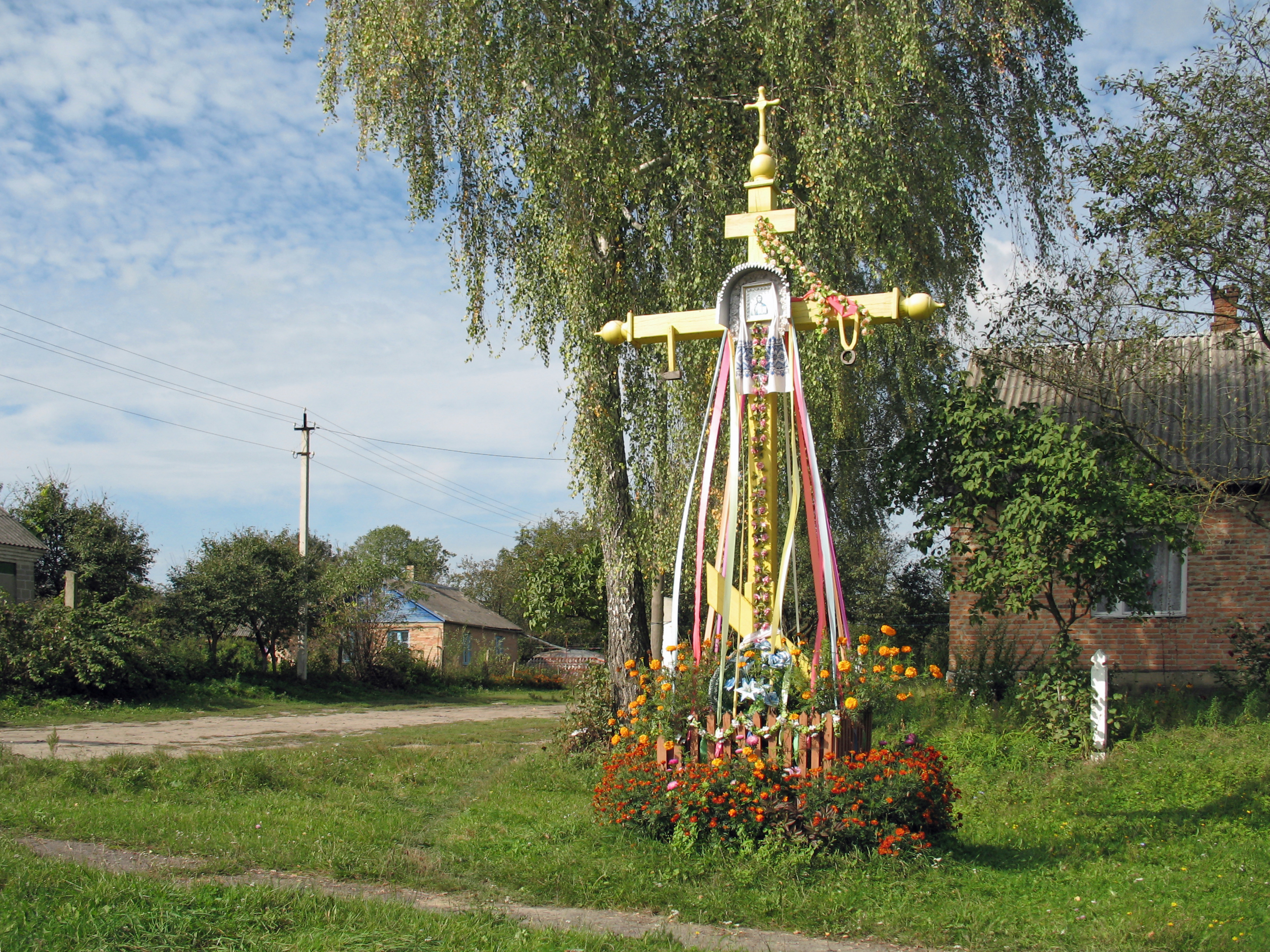
В селе Спасов
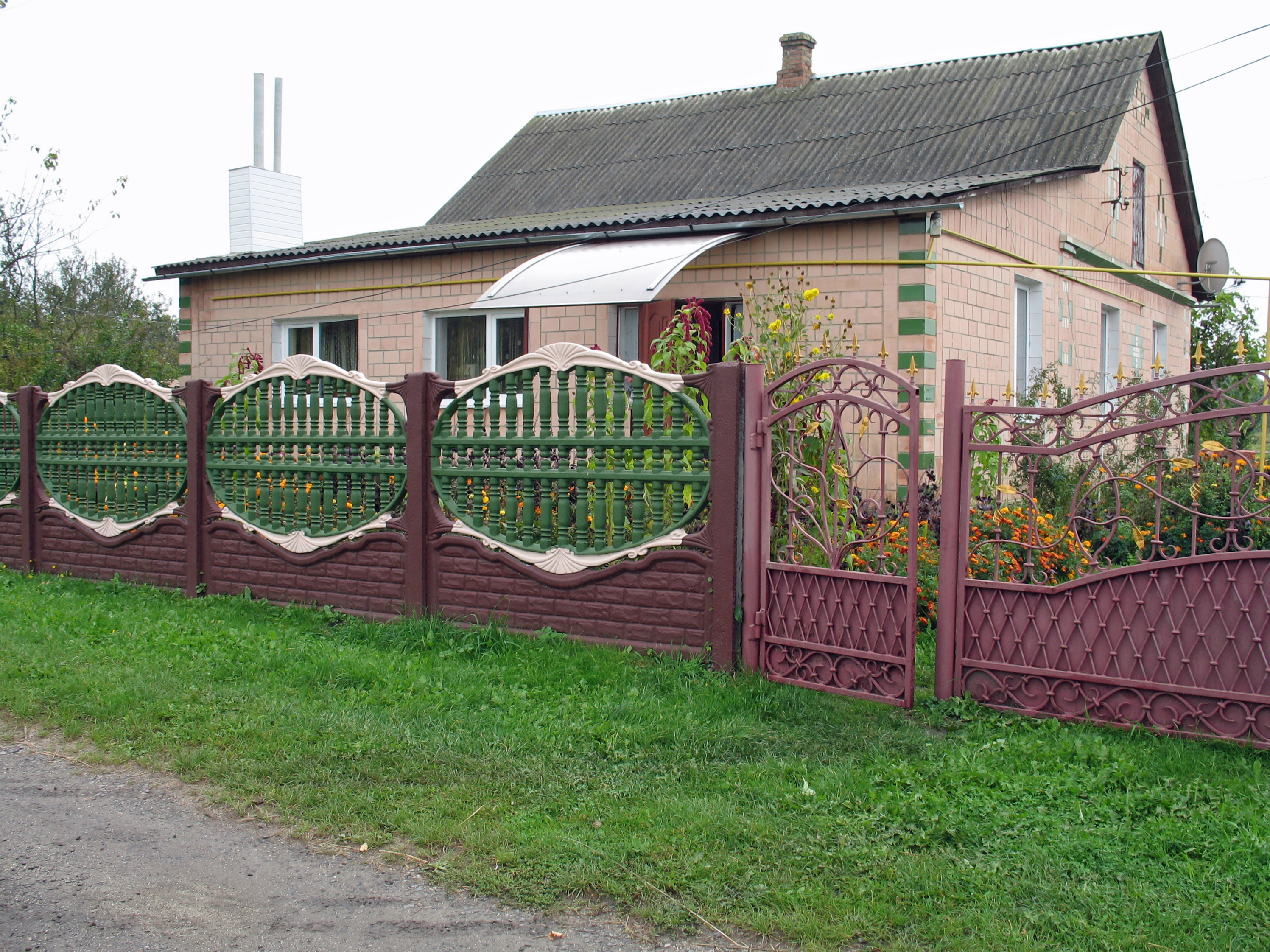
Улица в селе Спасов
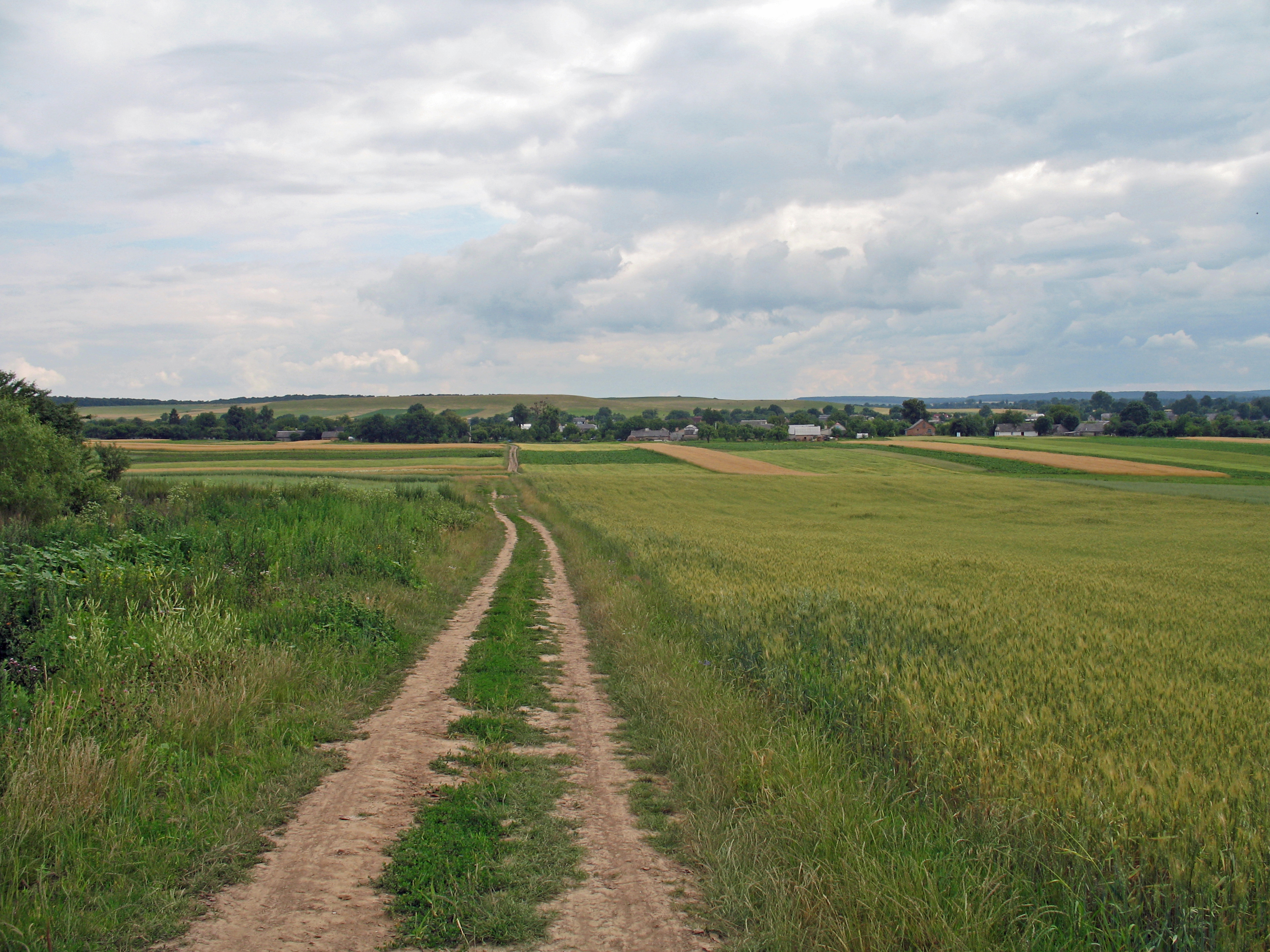
Пейзаж в селе Спасов
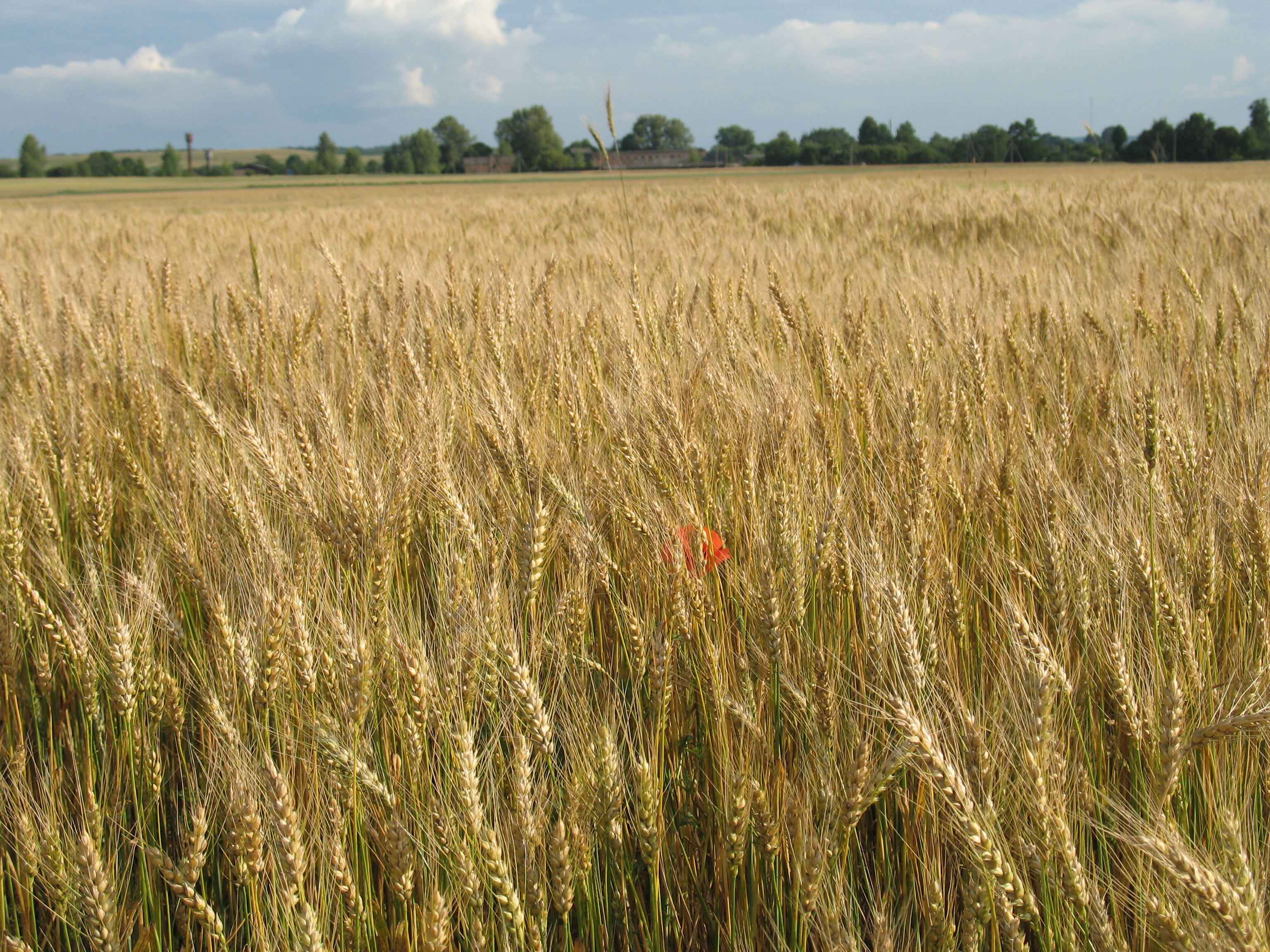
Урожай в селе Спасов
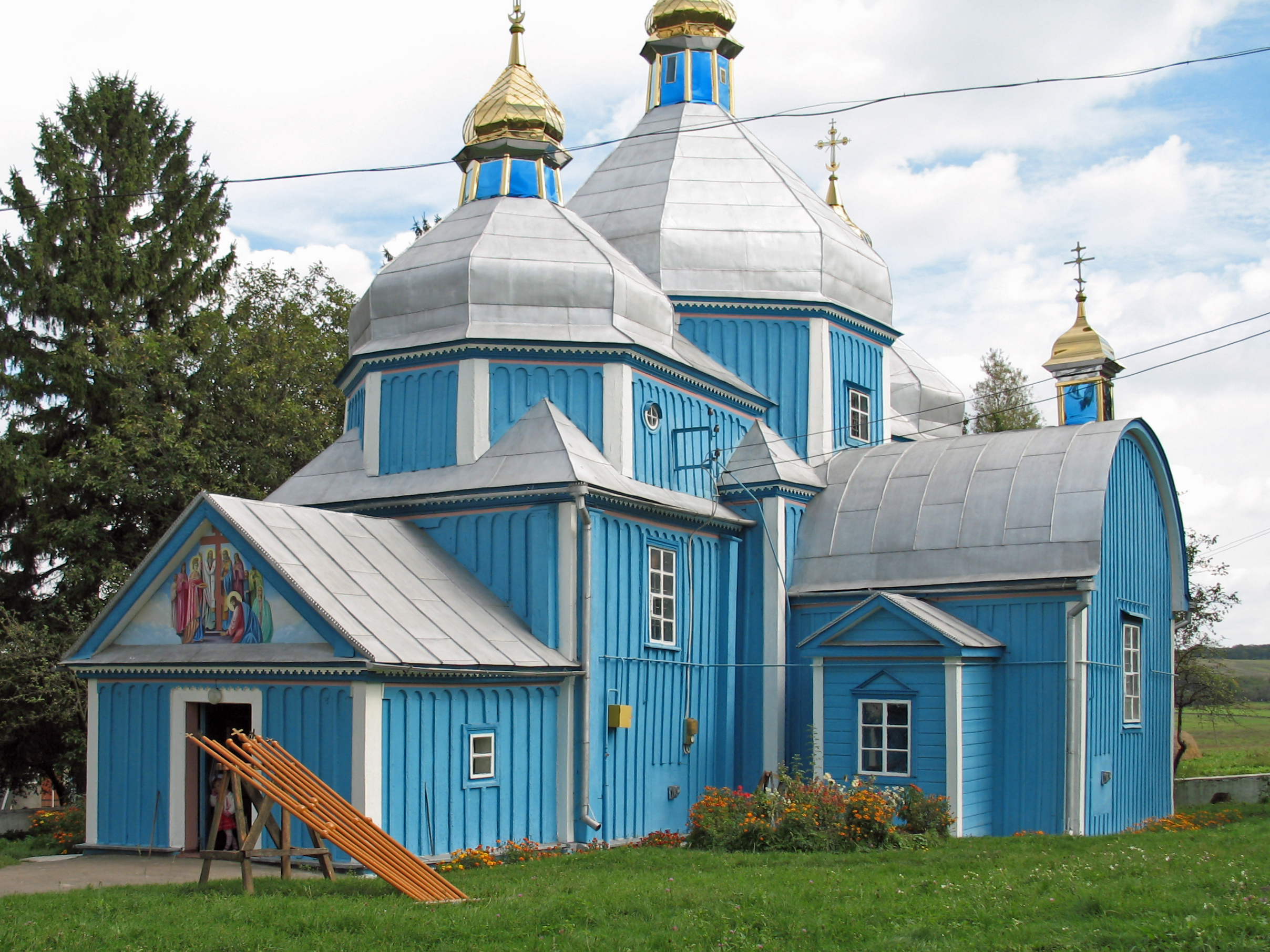
Церковь в селе Спасов

Шаблон:Мизочская поселковая община